# ستيف ويلهايت
ستيفن إيرل ويلهايت (بالإنجليزية: Stephen Earl Wilhite)‏ (3 مارس 1948-14 مارس 2022) عالم كمبيوتر أمريكيًا عمل في كمبيو سيرف وكان قائدًا هندسيًا للفريق الذي قام بتكييف تنسيق ملف صورة GIF من خوارزمية LZW السابقة المملوكة لشركة Unisys. أصبح GIF هو المعيار الفعلي للصور الملونة 8 بت على الإنترنت حتى أصبحت PNG بديلاً قابلاً للتطبيق. يُعرف باسم مخترع GIF أو مبتكره، وقد حصل على جائزة جوائز ويبي في عام 2013.

## السيرة شخصية
ولد ويلهايت في بلدة ويست تشيستر بولاية أوهايو في 4 مارس 1948، وهو ابن آنا لو (دورسي)، ممرضة، وكلارنس إيرل ويلهايت، عامل مصنع. طور فريق ويلهايت في كمبيو سيرف تنسيق تبادل الرسوم) في عام 1987. وقد ساعد اعتماده من قبل أول مستعرض ويب في عام 1991 في جعله بعد بضع سنوات في عام 1995 أكثر تنسيقات ملفات الصور شيوعًا. بعد عشرين عامًا في عام 2016، كان التنسيق لا يزال سائدًا في تصميم مواقع الويب ومنشورات الوسائط الاجتماعية ووثائق سير العمل وأدلة الكيفية.
يظهر اسم ويلهايت بشكل متكرر في الجدل حول نطق اختصار GIF قال ويلهايت: «يقبل قاموس أوكسفورد الإنجليزي كلا المنطقتين». «إنهم مخطئون. إنها كلمة» G «ناعمة، تُنطق» جيف «. نهاية القصة.» النطق المقصود يردد عمدا العلامة التجارية لزبدة الفول السوداني الأمريكية.
توفي ويلهايت بسبب COVID-19 في مستشفى في سينسيناتي، أوهايو، في 14 مارس 2022، عن عمر يناهز 74 عامًا.